# Neon z Nikomedii
Neon z Nikomedii (zm. ok. 303) – święty katolicki, męczennik.
Studia bollandystów przynoszą podejrzenie, że występująca w Martyrologium Rzymskim grupa męczenników, w której obok Neona z Nikomedii, wymienieni są:  Euzebiusz,  Leoncjusz, Longin (zm. w 303) i czterech innych towarzyszy, to ofiary prześladowań chrześcijan z różnych miejsc i czasów.

Ich wspomnienie liturgiczne obchodzone jest 24 kwietnia.